# Wataha – Einsatz an der Grenze Europas
Wataha – Einsatz an der Grenze Europas (Originaltitel: Wataha; [vaˈtaxa]) ist eine polnische Krimiserie, die seit 2014 produziert wird. Die Serie umfasst derzeit drei Staffeln und 18 Episoden. Die deutschsprachige Erstausstrahlung lief am 2. Januar 2017 auf Sky Krimi.

## Handlung

### Staffel 1
Die erste Staffel spielt in Bieszczady, einer Region an der Grenze Polens zur Ukraine. Im Mittelpunkt der Handlung steht eine Einheit der polnischen Grenzschutzpolizei, die in der Grenzregion illegale Grenzübertritte – organisiert von Schleusern – und Schmuggel bekämpft. Bei einem Bombenattentat während einer Feier der Grenzschutzeinheit sterben fast alle Mitglieder; lediglich Hauptmann Rebrow, der eine Zigarette vor der Unterkunft raucht, überlebt schwer verletzt. Kurz vor der Explosion erhält er eine SMS mit dem Hinweis „Bumm“. Auf der Suche nach den Tätern, die von der Staatsanwältin Dobocz geleitet wird, gerät der verletzte Rebrow unter Verdacht; dieser ermittelt nun selbst auf eigene Faust, weil er nicht glaubt, dass seine Freundin Kollegin Ewa, die ebenfalls während der Explosion in der Hütte war, tatsächlich ums Leben gekommen ist. In der Tat finden die Grenzschutzbeamten einige Tage später die Leiche von Ewa, die mit einem Kopfschuss getötet wurde, im Wald. Bei mehreren Hausdurchsuchungen findet Staatsanwältin Dobocz Sprengstoff und Waffen bei einem Sägewerksbesitzer, der im Grenzgebiet wegen illegaler Aktivitäten im Visier der Grenzpolizei steht. Gleichzeitig wird auch ein blutiges Messer im Ofen von Rebrow gefunden, woraufhin er verhaftet und in Untersuchungshaft genommen wird. Bei einem Ortstermin flieht Rebrow und trifft auf der Flucht auf seinen Kollegen und vermeintlichen Freund Grzywa, der ihm gesteht, das Attentat verübt zu haben und dass hochrangige Militärs und Ex-Militärs, die auch gleichzeitig für die Morde an Ewa und einer weiteren Kollegin verantwortlich seien, ihn dazu angestiftet hätten. Beide fliehen am Ende in unterschiedliche Richtungen.

### Staffel 2
Die Handlung der zweiten Staffel beginnt vier Jahre nach den Ereignissen der ersten Staffel und spielt ebenfalls im Grenzgebiet von Bieszczady. Hauptmann Rebrov versteckt sich in den Wäldern auf der ukrainischen Seite, da er mit einem Haftbefehl gesucht wird. Er hält nur zu zwei Freunden Kontakt, Michał Łuczak und Dr. Marta Siwa. Das Grenzgebiet ist immer noch unruhig und der örtliche Schmuggler Kalita, der einige Jahre zuvor verurteilt wurde, ist aus dem Gefängnis entlassen worden. Der skrupellose Cinek hat ihn ersetzt und die Zusammenarbeit mit der ukrainischen Mafia intensiviert. Nach der Aufdeckung eines makabren Verbrechens, an dem illegale Flüchtlinge beteiligt sind, wird Staatsanwältin Dobocz mit der Leitung der Ermittlungen betraut und kehrt in das Bieszczady-Gebirge zurück. Ebenso taucht der mysteriöse Grzywa auf.

## Produktion und Ausstrahlung
Die Dreharbeiten der ersten Staffel fanden zwischen September und Dezember 2013 in Bieszczady, einem Gebirgszug der Karpaten, statt. Die zweite Staffel wurde dort von Oktober 2016 bis Februar 2017 gedreht. Sie wurde in weiteren 19 europäischen Ländern von HBO Europe und anderen Sendern ausgestrahlt. Eine dritte Staffel ist bereits in Produktion.
Im Juni 2016 hat der britische Sender Channel 4 die erste Staffel unter dem Titel The Border auf Englisch ausgestrahlt. HBO Europe strahlte die Serie in 15 weiteren Ländern aus und zeigte sie beim SeriesMania Festval in Paris.

## Episodenliste

### Übersicht
| Staffel | Episodenanzahl | Erstausstrahlung Polen               | Deutschsprachige Erstausstrahlung    |
| ------- | -------------- | ------------------------------------ | ------------------------------------ |
| 1       | 6              | 12. Oktober bis 16. November 2014    | 2. Januar bis 4. Januar 2017         |
| 2       | 6              | 15. Oktober bis 19. November 2017    | 25. September bis 27. September 2020 |
| 3       | 6              | 6. Dezember 2019 bis 10. Januar 2020 |                                      |

### Staffel 1
| Nr. | St. | Deutsche Erstausstrahlung | Deutscher Titel | Original Erstausstrahlung |
| --- | --- | ------------------------- | --------------- | ------------------------- |
| 1   | 1   | 2. Januar 2017            | Der Anschlag    | 12. Oktober 2014          |
| 2   | 2   | 2. Januar 2017            | Die Rückkehr    | 19. Oktober 2014          |
| 3   | 3   | 3. Januar 2017            | Die Suche       | 26. Oktober 2014          |
| 4   | 4   | 3. Januar 2017            | Der Schlüssel   | 2. November 2014          |
| 5   | 5   | 4. Januar 2017            | Die Falle       | 9. November 2014          |
| 6   | 6   | 4. Januar 2017            | Die Abrechnung  | 16. November 2014         |

### Staffel 2
| Nr. | St. | Deutsche Erstausstrahlung | Deutscher Titel   | Original Erstausstrahlung |
| --- | --- | ------------------------- | ----------------- | ------------------------- |
| 7   | 1   | 25. September 2020        | 21 Leichen        | 15. Oktober 2017          |
| 8   | 2   | 25. September 2020        | Auferstehung      | 22. Oktober 2017          |
| 9   | 3   | 26. September 2020        | Razzia            | 29. Oktober 2017          |
| 10  | 4   | 26. September 2020        | Unter Verdacht    | 5. November 2017          |
| 11  | 5   | 27. September 2020        | So enden Verräter | 12. November 2017         |
| 12  | 6   | 27. September 2020        | Wahrheit          | 19. November 2017         |

### Staffel 3
| Nr. | St. | Deutsche Erstausstrahlung | Deutscher Titel | Original Erstausstrahlung |
| --- | --- | ------------------------- | --------------- | ------------------------- |
| 13  | 1   |                           |                 | 6. Dezember 2019          |
| 14  | 2   |                           |                 | 13. Dezember 2019         |
| 15  | 3   |                           |                 | 20. Dezember 2019         |
| 16  | 4   |                           |                 | 27. Dezember 2019         |
| 17  | 5   |                           |                 | 3. Januar 2020            |
| 18  | 6   |                           |                 | 10. Januar 2020           |